# IC 4355
IC 4355 ist eine Spiralgalaxie vom Hubble-Typ Sa im Sternbild Jagdhunde nördlich des Himmelsäquators. Sie ist schätzungsweise 116 Millionen Lichtjahre von der Milchstraße entfernt und hat einen Durchmesser von etwa 45.000 Lichtjahren. 

Im selben Himmelsareal befinden sich u. a. die Galaxien NGC 5380, NGC 5394, NGC 5395, IC 4356.
Die Typ-IIP-Supernova SN 2000ck wurde hier beobachtet.
Entdeckt wurde das Objekt am 2. Juni 1896 von Stéphane Javelle.